# Западная Янь
Западная Янь (кит. упр. 西燕, пиньинь Xī Yān) — сяньбийское государство, существовавшее в 384 г.—394 г. на территории северо-западного Китая.
Хотя историки традиционно не относят Западную Янь к числу 16 варварских государств Китая, это царство совершенно не отличалось от остальных государств того времени. Основателем Западной Янь был один из вождей сяньбийского племени мужун — некто Мужун Хун (慕容泓). Западная Янь враждовала с соседями и сумела разгромить царство Поздняя Цинь (тоже одно из варварских государств). После этого большинство сяньбийцев решили перекочевать в район Шаньси. В 394 г. на оставшихся сяньбийцев внезапно напали войска Поздней Янь, после чего Западная Янь прекратила своё существование.

## Императоры государства Западная Янь (西燕)
| Посмертное имя (諡號 shìhào) | Личное имя                     | Годы правления | Девиз правления (年號 niánhào) и годы                          |
| ---------------------------- | ------------------------------ | -------------- | -------------------------------------------------------------- |
| Вэй-ди 威帝 Wēidì            | Мужун Хун 慕容泓 Mùróng Hóng   | 384            | - Яньсин (燕興 Yànxīng) 384                                    |
| отсутствует                  | Мужун Чун 慕容沖 Mùróng Chōng  | 384—386        | - Яньсин (燕興 Yànxīng) 384—385 - Гэнши (更始 Gèngshǐ) 385—386 |
| отсутствует                  | Дуань Суй 段隨 Duàn Súi        | 386            | - Чанпин (昌平 Chāngpíng) 386                                  |
| отсутствует                  | Мужун И 慕容顗 Mùróng Yǐ       | 386            | - Цзяньмин (建明 Jiànmíng) 386                                 |
| отсутствует                  | Мужун Яо 慕容瑤 Mùróng Yáo     | 386            | - Цзяньпин (建平 Jiànpíng) 386                                 |
| отсутствует                  | Мужун Чжун 慕容忠 Mùróng Zhōng | 386            | - Цзяньу (建武 Jiànwǔ) 386                                     |
| отсутствует                  | Мужун Юн 慕容永 Mùróng Yǒng    | 386—394        | - Чжунсин (中興 Zhōngxīng) 386—394                             |